# جاك كاسل
جاك كاسل (بالإنجليزية: Jack Cassel)‏ هو لاعب كرة قاعدة أمريكي، ولد في 8 أغسطس 1980 في لوس أنجلوس في الولايات المتحدة.

## وصلات خارجية
- جاك كاسل على موقعبيزبول رفرنس.كوم (الدوري الرئيسي) (الإنجليزية)
- جاك كاسل على موقع مشجعي الرسوم البيانية (الإنجليزية)